# Zuiderzeemuseum
Lo Zuiderzeemuseum è un museo – in gran parte museo all'aperto – situato ad Enkhuizen, nella Frisia Occidentale (Olanda Settentrionale, Paesi Bassi), che illustra com'era la vita prima del 1932 (anno in cui terminò la costruzione dell’ Afsluitdijk , la “Grande Diga”) 
nelle aree sviluppatesi attorno a quello che un tempo era lo Zuiderzee (= “Mare meridionale”, l'odierno Ijsselmeer) e dove sono esposti ca. 130 edifici (del 1880 – 1932) della zona e delle località circostanti.
La struttura è stata premiata nel 1984 come migliore museo europeo dell'anno.

## Caratteristiche
Il museo è diviso in due parti: il Buitenmuseum (= "museo all'aperto") e il Binnenmuseum ("museo al coperto"), raggiungibile solo in battello ed allestito in edifici del XVII secolo.
Nel museo si trovano: un porto, una chiesa del XIX secolo (proveniente dall'isola di Wieringen), una scuola, un mulino, una fabbrica di zoccoli, una farmacia (proveniente da Hoorn), un negozio di dolciumi, un affumicatoio per le anguille, la bottega di un velaio, una collezione di barche antiche (ospitata nella Peperhuis, un vecchio magazzino della Compagnia Olandese delle Indie Orientali), dei forni per la calce, varie abitazioni (tra cui quelle provenienti da Urk e da Zoutkamp), ecc.
Da aprile a novembre vengono mostrati ai visitatori gli antichi mestieri e le tipiche attività dell'artigianato olandese.

## Galleria d'immagini

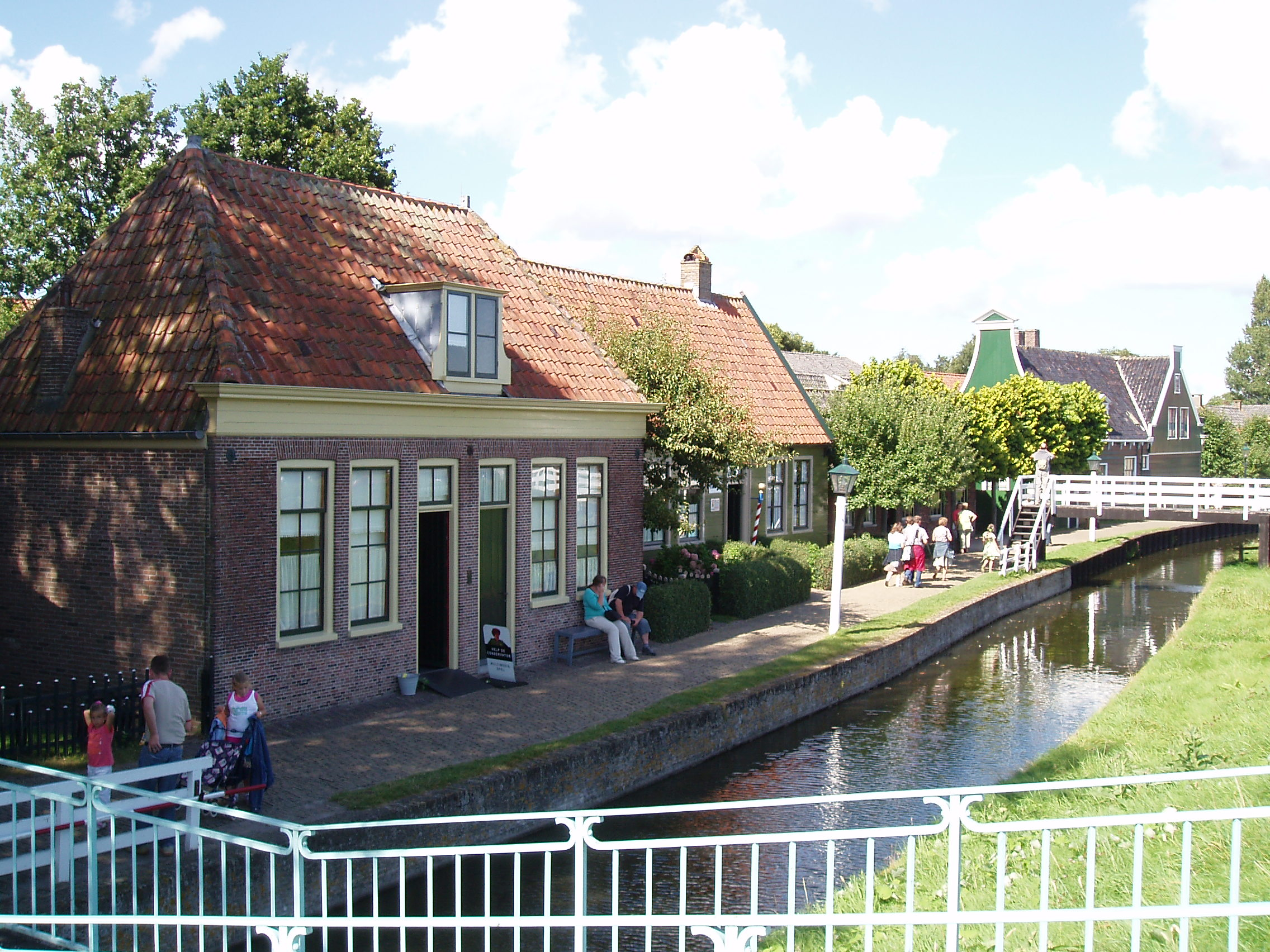
Edifici tipici allo Zuiderzeemuseum di Enkhuizen
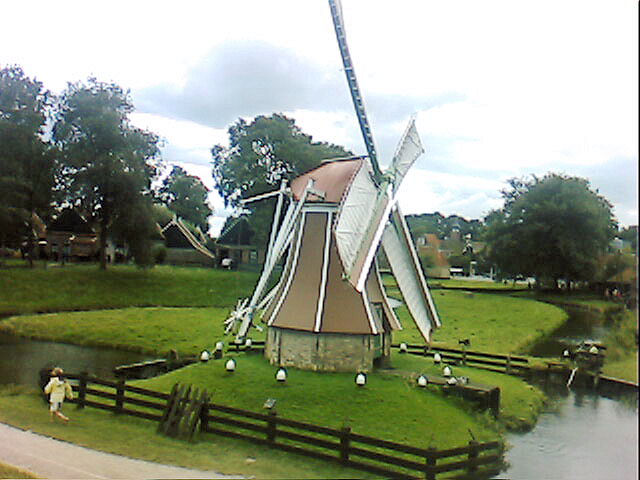
Zuiderzeemuseum: mulino a vento
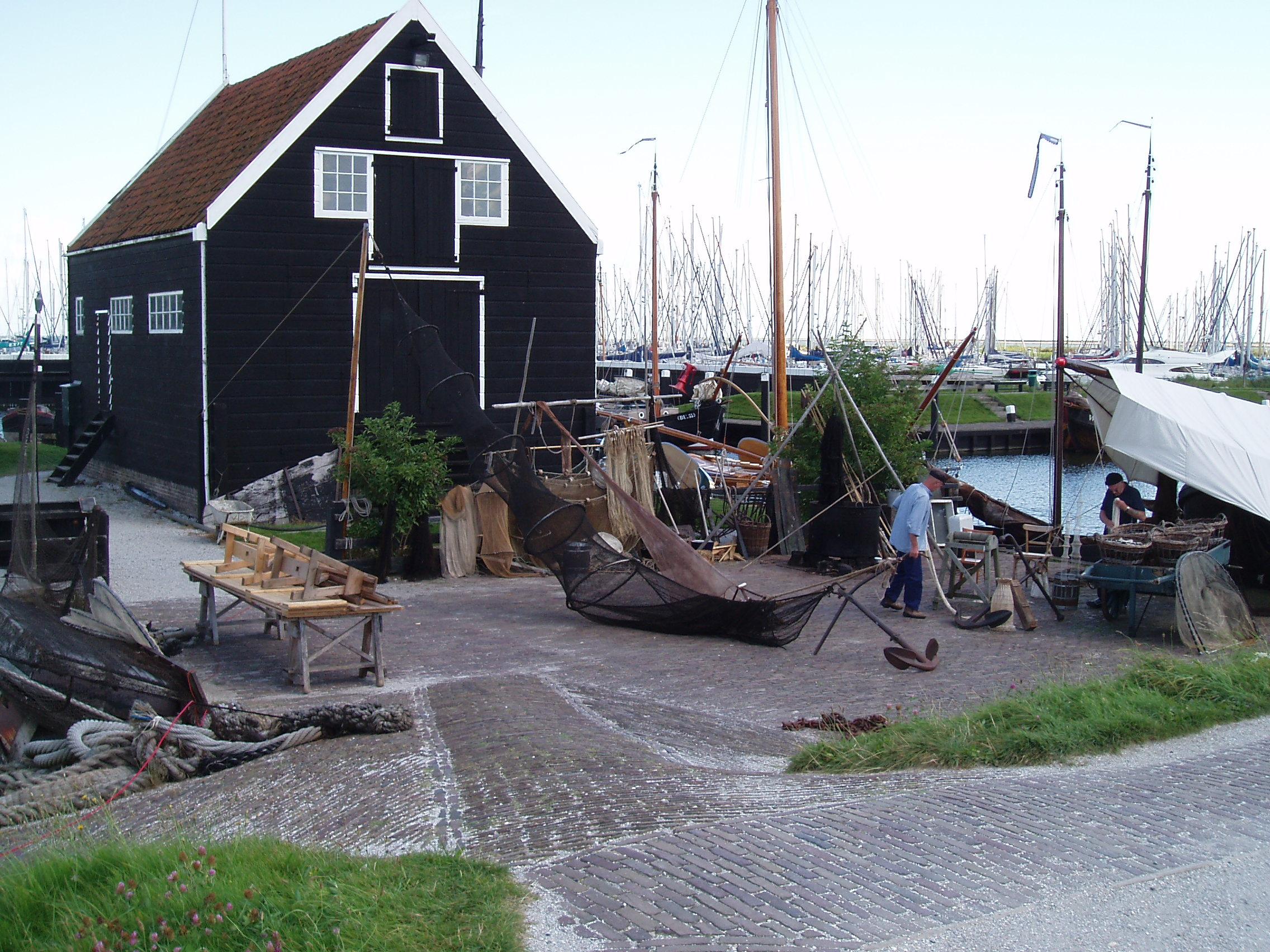
Zuiderzeemuseum: attrezzi per la pesca
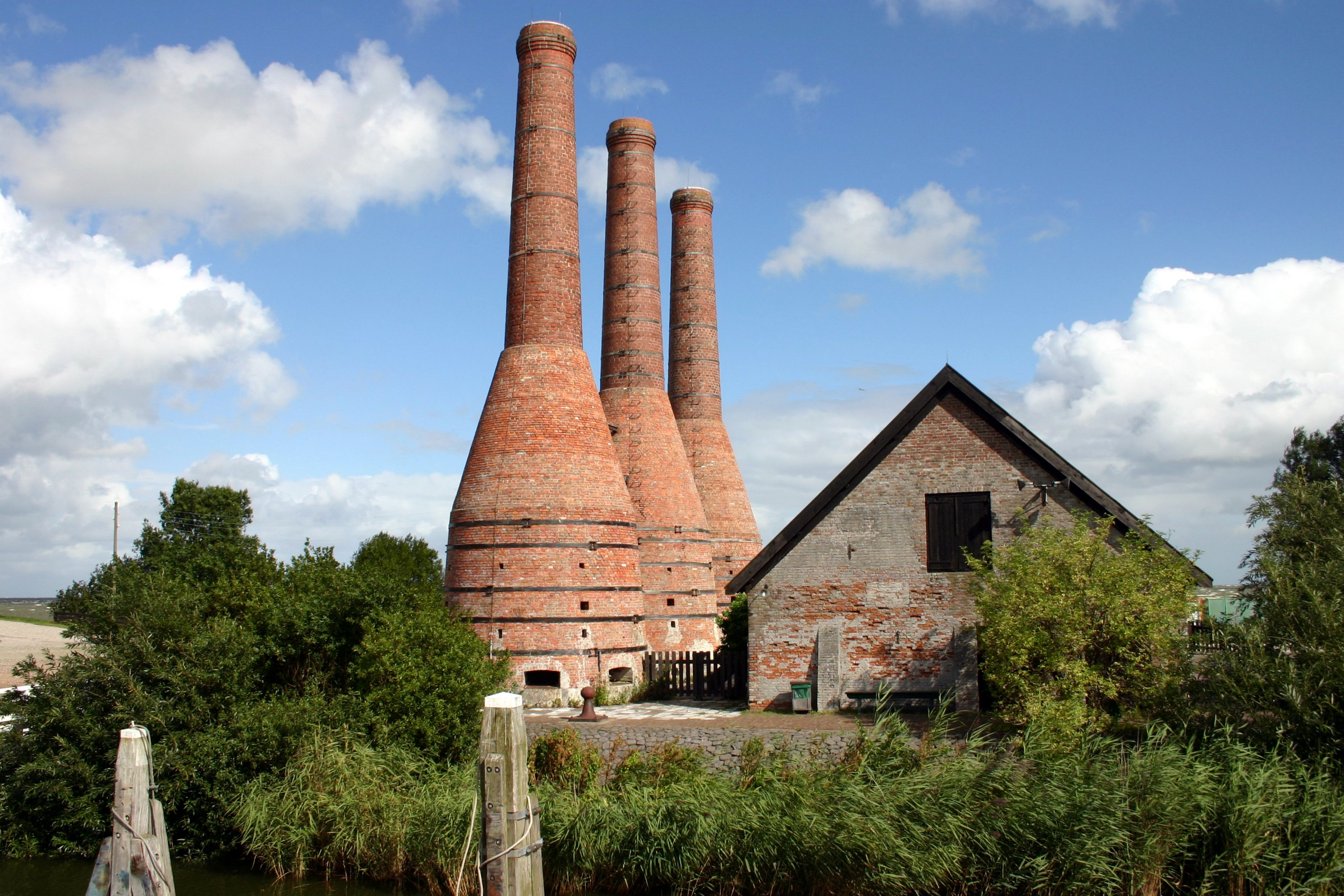
Zuiderzeemuseum: forni per la calce provenienti da Akersloot
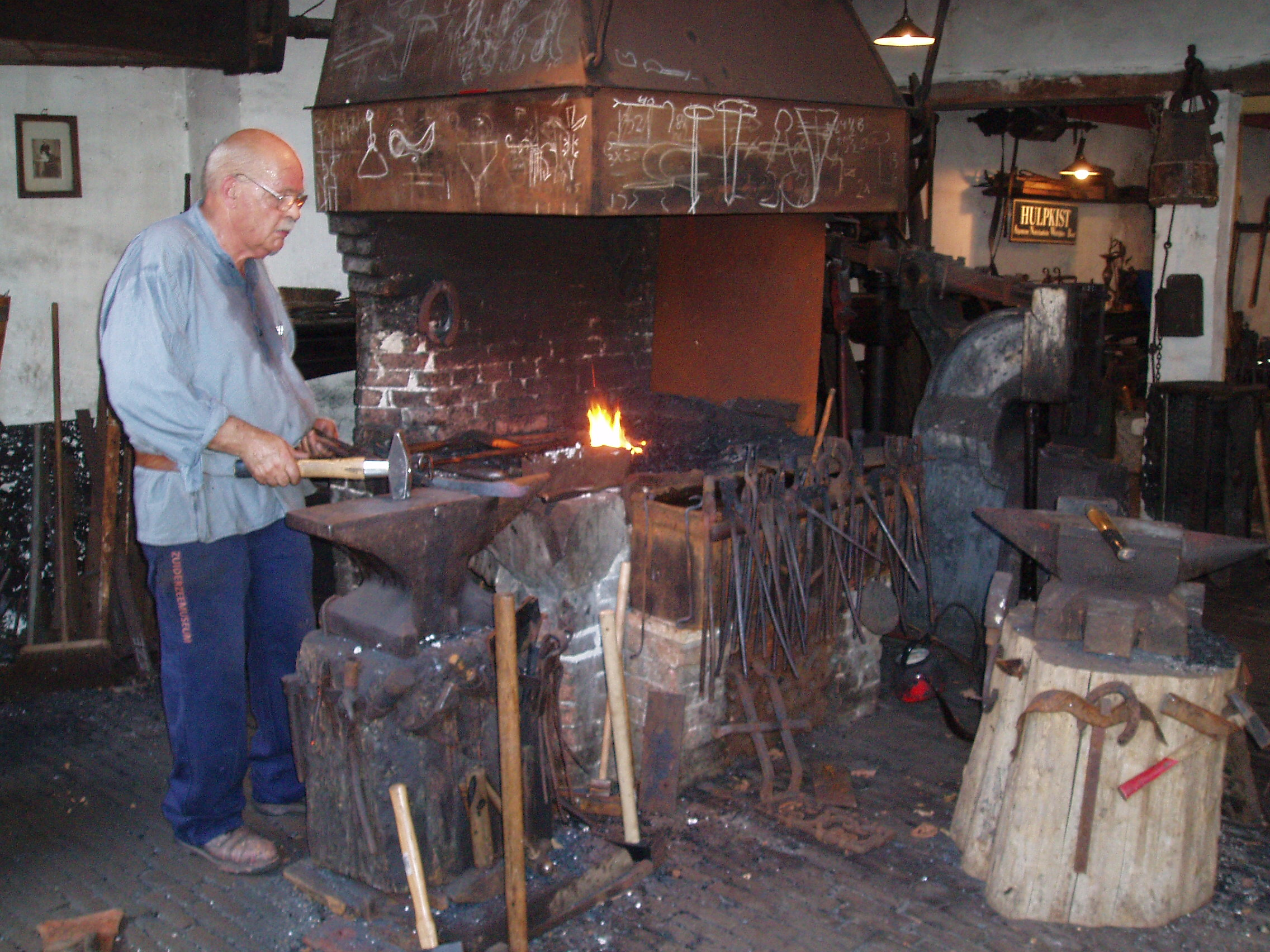
Zuiderzeemuseum: dimostrazione di antichi mestieri
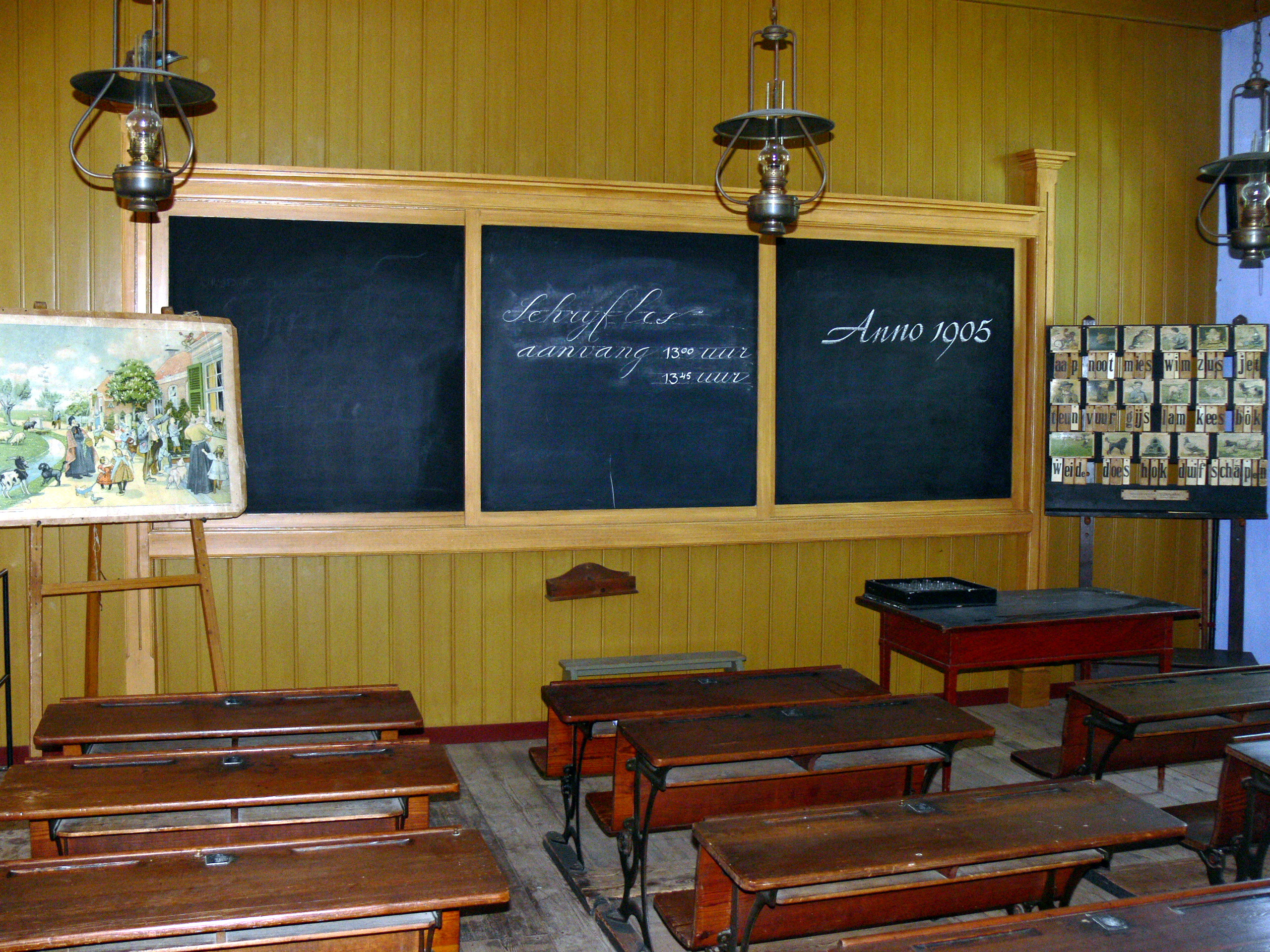
Zuiderzeemuseum: scuola con aula del 1905

## Curiosità
- Nello Zuiderzeemuseum, è ambientato (in parte) il racconto L'arpione dorato (De gulden harpoen).
- Nello Zuiderzeemuseum, sono state girate, nel 2007, alcune scene del film olandese De scheepsjongens van Bontekoe.